# Latencia
En redes informáticas de datos, la latencia de red es la suma de retardos temporales dentro de una red. Un retardo es producido por la demora en la propagación y transmisión de paquetes dentro de la red.
Otros factores que influyen en la latencia de una red son:
- El tamaño de los paquetes transmitidos.
- El tamaño de los búferes dentro de los equipos de conectividad. Ellos pueden producir un retardo medio de encolado.

Hay latencia en tecnologías de uso musical, como los transformadores de audio digital a analógico. El traspaso de información de un mecanismo a otro sufrirá siempre este retardo, que normalmente está estimado en milisegundos (1/1000 s), en algunos casos pequeño, en otros más notorio. La latencia en el sentido del audio digital está directamente relacionada con la tarjeta de audio; esto se debe a que dicha tarjeta no es compatible con ASIO (Audio Stream Input/Output).
Un punto muy importante es que siempre va a haber cierta latencia, aun cuando se hable de latencia cero. La cuestión es que esta es imperceptible (3 ms aproximadamente). En general se refiere al tiempo que dura en llegar una acción desde su punto de inicio hasta su punto de fuga o cuando la acción se consuma.